# Oskar Mothes
Oskar Mothes, född 27 december 1828 i Leipzig, död 4 oktober 1903 i Dresden, var en tysk arkitekt och konstskriftställare.
Mothes studerade för Gottfried Semper i Dresden, byggde en mängd kyrkor och kapell i Sachsen samt restaurerade borgar och slott. Han blev filosofie doktor 1864 och Baurat 1870. Bland hans skrifter märks Geschichte der Baukunst und Bildhauerei Venedigs (1859-60), Die Basilikenform bei den Christen des ersten Jahrhunderts (1865) samt de båda uppslagsverken Illustriertes Bau-Lexikon (I-IV, fjärde upplagan 1881–1884) och Illustriertes archäologisches Wörterbuch (tillsammans med Herrmann Alexander Müller, 1877).